# Olivera Jurisic
Olivera Jurisic, née le 8 septembre 1989 à Horsens, est une handballeuse internationale danoise.

## Biographie
En 2015, elle s'engage au club de Toulon Saint-Cyr Var Handball pour un contrat de 2 ans. Elle devient rapidement une joueuse majeure de l'équipe, meilleure marqueuse du championnat après 10 matchs, avant de se blesser gravement en novembre. En février 2016, forte de son bon début de saison à Toulon, elle prolonge son contrat jusqu'en 2019. 